# Lustspielhaus (Berlin)

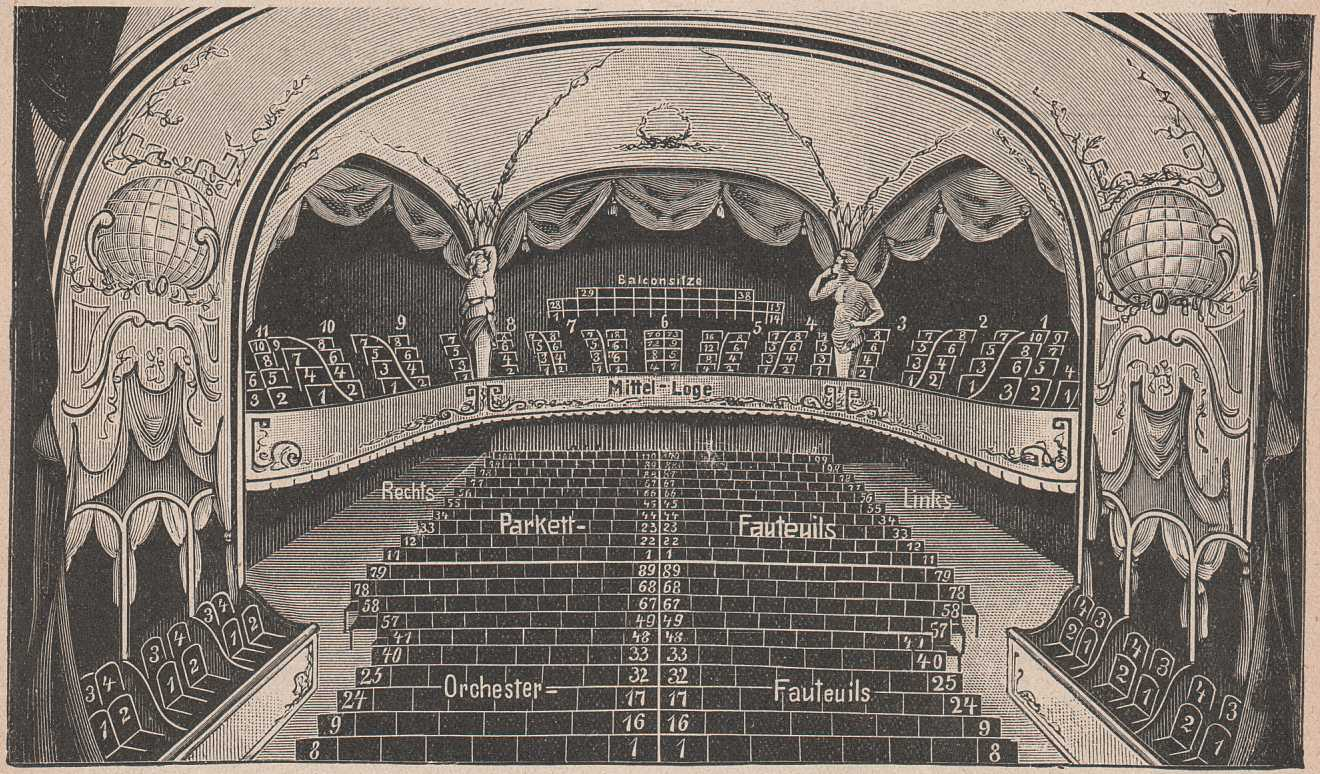
Lustspielhaus, Saal 1912

Das Lustspielhaus war ein Privattheater in der südlichen Friedrichstadt in Berlin (heute: Berlin-Kreuzberg), das von 1904 bis 1939 bespielt wurde. Das Gebäude wurde im Zweiten Weltkrieg zerstört und nach 1945 nicht wieder aufgebaut.

## Geschichte

### Gebäude und Publikum
Das Lustspielhaus stand auf dem hinteren Teil des Grundstücks Friedrichstraße 236. Bereits 1886 begannen die Planungen für einen Saalbau. 1888 erwarb der Gastwirt Hans Martens das Grundstück und ließ den Bau vollenden, der als Martens Festsäle firmierte. 1896 wurde der Bankier August Sternberg neuer Eigentümer, der das Gebäude als Friedrichstädtisches Casino betrieb. Am 6. September 1902 eröffnete er dann dort das Wilhelm-Theater.
Neuer Eigentümer wurde 1904 der Bankier und Investor Fedor Berg, der den alten Saalbau vom Baumeister Walter Hentschel umbauen ließ.
Das Gebäude war von der Friedrichstraße aus durch einen schmalen Eingang neben der Bodega Reinhold Blaurock zu erreichen, der zum Innenhof führte. Das Theater wurde am 1. Oktober 1904 eröffnet und fasste etwa 600 Personen. Ein Berlin-Führer beschreibt das Theater 1905 kurz: „Elegante Räume, elegante Zuschauer. In den Zwischenakten Foyermusik.“ Alfred Döblin dagegen beurteilte 1921 Haus und Besucher kritischer:

„Man geht über einen Hof. Und dann ist gleich auf dem Weg zu den Plätzen das Foyer. Ein Eßraum, ein Trinkraum. Es gefiel mir nicht. Sie saßen da, stopften sich die Backen voll, schluckten und blickten sich an. Am Buffet hatten sie alle Hände voll zu tun. Erst wenn es klingelt, stehen sie auf, wischen sich den Mund und gehen, an ihren Zähnen saugend, in den Raum. Dann kommt das Theater. / Der Raum – der Raum gefiel mir nicht. Was soll ich, geneigt zu loben, wie ich bin, an einem Raum finden, dessen Rangdecke – nur ein Rang – tief, erstickend tief auf das Parkett fällt. Und oben im Rang stützen zwei riesengroße Stuckfiguren die Decke des Hauses. Oh, solche Stuckfiguren sind schon an sich sehr zweifelhaft, aber diese sind ganz unzweifelhaft: ein Mann links blickt zu seiner Frau, die ihm einen Handkuß zuwirft. Ein Handkuß mit einer Hand von einem ganzen Meter Länge, aus einem Mund von eben solcher Breite. Über die Köpfe der Zuschauer! Die kußwerfende, kußschleudernde Person grinst dabei. Ich hätte nicht im Rang unter dieser Widerlichkeit sitzen können.“

Das Theater befand sich im Zentrum der damaligen Berliner Filmindustrie in der Unteren Friedrichstraße zwischen Leipziger Straße und Belle-Alliance-Platz. Im Gebäudekomplex Friedrichstraße 236, der im Dreieck zwischen Wilhelmstraße, Friedrichstraße und Hedemannstraße lag, residierte mehrere Jahre lang auch die 1897 gegründete Deutsche Bioskop, die auf einem Dachboden der Friedrichstraße zunächst sogar ein Filmstudio betrieb. Später waren dort u. a. die Henry-Müller-Monopolfilms, Produzent der Fred-Horst-Detektivreihe ansässig und die von Dezember 1928 bis 1931 existierende Beef-Steak Film der Schauspieler Siegfried Arno („Beef“) und Kurt Gerron („Steak“).

### Eigentümer und Ensemble
Eigentümer war zunächst Fedor Berg. Bestimmend in der ersten Phase des Lustspielhauses war aber Martin Zickel, der von 1904 bis 1911 Direktor und von 1915 bis 1917 Oberspielleiter des Theaters war. Zum Anfangsensemble gehörten damals Victor Barnowsky, Hugo Flink, Toni Impekoven, der dort auch als Regisseur und Bühnenausstatter tätig war, Rudolf Lettinger, Olga Limburg, Fritz Spira und seine spätere Frau Lotte Spira (als Lotte Andresen). Franz Arnold, der ab 1909 als Theaterschauspieler am Lustspielhaus engagiert war, lernte dort Ernst Bach kennen und verfasste mit ihm zahlreiche äußerst erfolgreiche Lustspiele. Zickel wurde im November 1911 nach einem Skandalprozess die Theaterkonzession entzogen, Nachfolger als Direktor wurde Heinrich Bolten-Baeckers.
1921/1922 übernahm Heinz Saltenburg das Lustspielhaus mitsamt dem Ensemble, zu dem damals u. a. Albert Bassermann, Jakob Tiedtke und Hans Marr gehörten, gliederte die Bühne in sein Berliner Theaterimperium ein und vermietete das Theater später mehrfach an Ensemble ohne Haus. Dazu gehörte die von Ernst Josef Aufricht und Berthold Viertel gegründete Gruppe Die Truppe, die das Haus 1923/1924 bespielte und eine modernere Theaterauffassung auf die Bühne bringen wollte. Zu diesem Ensemble gehörten unter anderem Fritz Kortner, Johanna Hofer, Rudolf Forster, Oskar Homolka, Aribert Wäscher, Leonard Steckel und Salka Viertel.
Ende der 1920er Jahre wurde die Bühne von der Deutschen Schauspiel-Betriebs-Aktiengesellschaft der Theaterunternehmer Alfred und Fritz Rotter („Rotter-Bühnen“) übernommen. Sie engagierten für die Spielzeit 1929/30 als Direktor zunächst wieder Martin Zickel, gefolgt von Hans Lüpschütz, vorher Direktor des ebenfalls den Rotters gehörenden Theater des Westens. In dieser Zeit spielten zahlreiche Schauspieler der anderen Rotter-Bühnen am Lustspielhaus, beispielsweise Hansi Arnstaedt, Alice Hechy, Lori Leux und Else von Moellendorff. Auch die Rotters verpachteten das Theater mehrfach weiter – wie alle ihre Bühnen, so 1930/31 an Curt Goetz. Die Brüder emigrierten 1933 aus Deutschland, ihre Bühnen gingen in Konkurs.
Publikumsliebling des Hauses war lange Jahre der Komiker Guido Thielscher. Thielscher-Fan Joseph Goebbels notierte nach einem Theaterbesuch im Lustspielhaus in sein Tagebuch: „Wir haben uns halb krank gelacht.“ Als Thielscher 1928 im Lustspielhaus sein 50. Bühnenjubiläum feierte, traten dabei zu seinen Ehren unter anderem Renate Müller, Trude Hesterberg und Marlene Dietrich als tanzende „Thielscher-Girls“ auf.
Im Laufe der Jahre spielten am Haus unter anderem Alfred Abel, Else Bassermann, Trude Berliner, Paul Biensfeldt, Hansi Burg, das Ehepaar Lia Eibenschütz und Kurt Vespermann, Johanna Ewald, Erika Glässner, Reinhold Häussermann, Werner Hollmann, Viktor de Kowa, Ruth Landshoff, Leo Peukert, Claire Rommer, Willi Schaeffers, Wanda Treumann, Ewald Wenck und Anneliese Würtz. Die aufstrebende junge Schauspielerin Carola Neher feierte hier im August 1926 als Samoanerin „Kukuli“ ihren ersten großen Erfolg in Berlin.

### Repertoire

Gustav Kadelburgs Familientag, 1904

Das Lustspielhaus lieferte seinem Namen entsprechend überwiegend leichte Unterhaltungskost, insbesondere Schwänke und Komödien. „Ohne künstlerisches Programm“, urteilte 1905 ein Berlin-Führer knapp. Alfred Döblin beschrieb die Atmosphäre einer für das Haus üblichen Aufführung 1921 so:

„Der Vorhang ging hoch. Dann fing es an. Man kaut rechts, man kaut links. Das Pergamentpapier knattert. Von Schokolade brach man sich Stücke ab und knackte. Man schnalzte, lutschte, schmatzte, leckte. Die Kiefer mahlten. Auch ein Stück wurde gespielt. Für die Augen und für die Ohren. Die anderen Sinne waren schon beschäftigt. Man muss seine Zeit ausnützen. Ich bin dafür, sich während des Theaters auch die Nägel zu schneiden, den Mund zu spülen, da man sonst nicht dazu kommt. Für die Logen ist die Anbringung von Wasserklosetts unter Klappsitzen nicht zu verachten; es dürfte den Zulauf zu diesen Plätzen, überhaupt dem Theater erhöhen.“

Zwischen 1924 und 1928 wurden die erfolgreichen Schwänke des Autorenduos Arnold und Bach im Lustspielhaus uraufgeführt, so Der wahre Jakob (1924), Hurra, ein Junge (1926), Unter Geschäftsaufsicht (1927) und Weekend im Paradies (1928). Curt Goetz spielte 1930/1931 dort eine ganze Reihe seiner Stücke, darunter Hokuspokus, Die tote Tante und andere Begebenheiten und Der Lügner und die Nonne.
Die gelegentlichen Aufführungen ernster Stücke waren in den ersten Jahren meist wenig erfolgreich. Gerhart Hauptmanns schwache Tragikomödie Peter Brauer wurde mit mäßigem Erfolg am 1. November 1921 unter der Regie von Heinz Saltenburg im Lustspielhaus uraufgeführt. Das Aufricht/Viertel-Ensemble Die Truppe eröffnete 1923 ihre Spielzeit mit William Shakespeares Der Kaufmann von Venedig und spielte danach O’Neills Kaiser Jones, Hamsuns Vom Teufel geholt, Georg Kaisers Nebeneinander, Robert Musils Vinzenz oder Die Freundin bedeutender Männer und 1924 Einakter von Karl Kraus.
Das Repertoire des Theaters blieb weiter uneinheitlich. Im Oktober 1931 wurde kurzzeitig August Strindbergs Tragikomödie Gläubiger gespielt. 1932 wurde Bertolt Brechts Lehrstück Die Mutter nach der Premiere im Komödienhaus am Schiffbauerdamm im Lustspielhaus aufgeführt.
Ab Mai 1932 wurde das in die Jahre gekommene Theater nicht mehr bespielt. Lediglich Januar 1933 gastierte dort noch Jean Weidts linke Tanzgruppe Die Roten Tänzer.

### Ab 1933
Das Lustspielhaus blieb auch 1933 geschlossen. Anfang 1934 wurde dort aber das pazifistische Stück Am Himmel Europas von Per Schwenzen und J. B. Malina (Regie: Hugo Werner-Kahle, Hauptrolle: Adolf Wohlbrück) monatelang aufgeführt. Das Stück hatte ursprünglich im Juni 1933 am Theater am Schiffbauerdamm Premiere und war danach kurzzeitig von den Nationalsozialisten verboten worden. Das Lustspielhaus wurde in den nächsten Jahren nur noch gelegentlich bespielt, einige Zeit auch unter dem Namen Theater in der Friedrichstraße. Joseph Goebbels vermerkte 1937 in seinem Tagebuch, dass dort ein Theaterstück des NS-Reichsarbeitsdiensts aufgeführt werden soll. Letzter Direktor des Theaters wurde im September 1938 Ludwig Manfred Lommel, der das Theater als Lustspielhaus in der Friedrichstraße führte. Ab Herbst 1939 blieb das Theater geschlossen.
Mitunter wird die Bühne rückblickend mit dem in den 1940er Jahren bestehenden Lustspielhaus des Preußischen Staatstheaters verwechselt, der ehemaligen Komischen Oper in der Friedrichstraße 104 (an der Weidendammer Brücke).